# Comanchero
Un Comanchero était un commerçant du XVIIIe et XIXe siècle installé dans le nord et le centre du Nouveau-Mexique qui gagnait sa vie en commerçant avec les tribus nomades des Grandes Plaines dans le nord-est du Nouveau-Mexique, l’ouest du Texas et d’autres parties des plaines méridionales d’Amérique du Nord. Le nom « Comanchero » provient de la tribu des Comanches sur le territoire desquels ils ont majoritairement commercé. Ils échangeaient des produits manufacturés (outils et tissus), de la farine, du tabac et du pain contre des peaux, du bétail et des esclaves comanches. 

## Histoire
Avant l’arrivée des Espagnols, avec leurs chevaux, dans le sud-ouest américain, et les premières explorations vers les années 1540, puis la colonisation permanente à la fin des années 1590, les indigènes connus sous le nom de Comanches ne vivaient pas dans les hautes plaines du sud. Les Comanches, un peuple shoshonéen, ont émigré du Nord et se sont constitués en tant que tribu distincte au début du XVIIIe siècle, principalement à la suite de l’obtention de stocks de chevaux après la révolte des Pueblos de 1680. Ils ont ensuite migré vers le sud à travers les montagnes Rocheuses et les hautes plaines du sud, où eux-mêmes et leurs parents shoshonéens, les Utes, ont commencé à apparaître aux foires commerciales de Taos vers 1700. Au cours de la première moitié du XVIIIe siècle, les Comanches ont progressivement étendu leur territoire vers les hautes plaines du sud et dans de vastes régions du Texas, où ils ont en grande partie déplacé les peuples tribaux qui y vivaient avant l’arrivée des Espagnols, principalement des Apaches, qui étaient eux-mêmes un groupe de migrants originaires du nord.
En 1719, les Comanches ont fait leur premier raid pour se procurer des chevaux dans les fermes de la vallée du Rio Grande. Pendant les 60 années suivantes, les relations entre Comanches, colonies espagnoles et Pueblos étaient un mélange de commerce et de raids, avec différentes bandes qui étaient parfois en paix et parfois en guerre avec les colonies le long du Rio Grande. Au milieu du XVIIIe siècle (1750-1780), les tribus des plaines, notamment les Comanches, mais aussi les Apaches et d’autres groupes tribaux, ont opéré des raids de plus en plus fréquents sur les peuples et les colonies espagnoles pour y voler des chevaux, du maïs et des esclaves. Cela se poursuivit jusqu’en 1779, lorsqu’une armée de 500 hommes dirigée par le nouveau gouverneur, Juan Bautista de Anza, et comprenant 200 auxiliaires indigènes, entreprit une expédition punitive contre le groupe le plus important et le plus actif des Comanches, qui était dirigé par un homme connu sous le nom de Green Horn (ou Cuerno Verde). Surprenant les Comanches dans leur campement, les soldats tuèrent Green Horn et infligèrent une sévère défaite aux Comanches. Cette démonstration de force amena plusieurs chefs de guerre comanches à faire la paix au cours des années suivantes. À la fin de 1785, toutes les bandes comanches, ou presque, étaient d’accord. Le 28 février 1786, à Pecos Pueblo, un traité entre les Comanches et les Espagnols du Nouveau-Mexique fut signé entre le gouverneur d’Anza et Ecueracapa, chef de guerre comanche qui avait été choisi comme plénipotentiaire pour la nation comanche. 
Ce traité ouvrit la voie au développement du commerce des Comancheros. Avant cette période, le commerce avec les Comanches se limitait essentiellement à la participation des Comanches aux foires commerciales de Taos et de Pecos Pueblo, ainsi qu’au commerce avec les colons espagnols à Santa Cruz, Santa Fe, Valencia et Tome. Bien qu’il y ait eu sans doute des échanges intermittents entre de petits groupes de Pueblos ou d’Espagnols et diverses bandes de Comanches dans les hautes plaines du sud avant 1780, le commerce réel des Comancheros s’est développé et a prospéré après cette année-là.
Des années 1780 jusqu’au milieu du XIXe siècle, le commerce des Comancheros a prospéré dans différents endroits des hautes plaines du sud, notamment dans le nord-est du Nouveau-Mexique à Cejita de Los Comancheros (aujourd’hui Harding County) et dans la région de Palo Duro Canyon au Texas près de Quitaque dans l’actuel comté de Brisco.
Lorsque le gouvernement américain a commencé sa guerre contre les Comanches après la guerre civile américaine, leurs alliés et les Comancheros ont aidé la résistance comanche en lui fournissant des armes à feu et des munitions. Les tentatives de l’armée américaine pour interdire ce commerce ont été relativement infructueuses jusqu’à l’hiver 1874-1875, lorsque les troupes américaines du général Ranald Mackenzie ont attaqué et vaincu cinq camps de Comanches dans le canyon de Palo Duro, brûlant les camps et capturant 1400 chevaux. Cette défaite, ainsi que la perte de leurs chevaux, de leurs camps et de leur nourriture, ont amené les derniers Comanches libres, les Kwahadas sous les ordres de Quanah Parker, à se rendre et être déportés dans des réserves à Fort Sill (Oklahoma). Cela a mis fin aux anciennes relations commerciales entre les Comancheros et les Comanches, qui existaient depuis près de 100 ans.

## Composition ethnique des Comancheros
Josiah Gregg décrit ces commerçants ainsi : "Ces bandes de Comancheros sont généralement composées des classes indigentes et grossières des villages frontaliers, qui se rassemblent plusieurs fois par an et se lancent sur les plaines avec quelques babioles et fantaisies de toutes sortes, et peut-être un sac de pain ou de farine.". Certains historiens ont parlé des Comancheros comme étant des commerçants mexicains. Les commerçants du Mexique ont parfois participé au commerce des Comancheros, mais la majorité d’entre eux venaient du Nouveau-Mexique, d’origine hispanique et de personnes d’ethnies mixtes. Les habitants du Nouveau-Mexique de l’époque étaient des descendants de colons et de soldats espagnols et des peuples amérindiens du Nouveau-Mexique. Les peuples autochtones du Nouveau-Mexique étaient les suivants : Pueblos, Comanches, Apaches, Kiowas et Navajos. Les Comancheros se distinguaient des Ciboleros, les chasseurs de bisons du Nouveau-Mexique. Les Comancheros et les Ciboleros, cependant, étaient principalement des Hispaniques du Nouveau-Mexique.